# Amazing Stories Quarterly

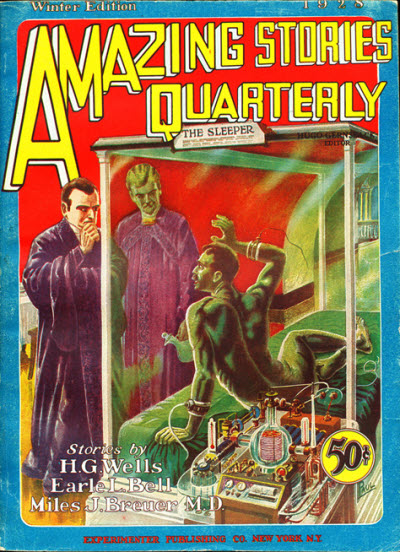
A primeira edição de Amazing Stories Quarterly, datada do inverno de 1928. A arte da capa é de Frank R. Paul para a história de H. G. Wells, When the Sleeper Wakes

Amazing Stories Quarterly foi uma revista americana de ficção científica que foi publicada entre 1928 e 1934. Foi lançada por Hugo Gernsback como uma companheira da sua Amazing Stories, a primeira revista de ficção científica, que começou a ser publicada em abril de 1926. Amazing Stories teve sucesso o suficiente para Gernsback tentar uma única edição de Amazing Stories Annual em 1927, que vendeu bem, e ele decidiu seguir com uma revista trimestral. A primeira edição de Amazing Stories Quarterly datava do inverno de 1928 e trazia uma reimpressão da versão de 1899 de When the Sleeper Wakes, de H. G. Wells. A política de Gernsback de publicar um romance em cada edição era popular entre os seus leitores, embora a escolha do romance de Wells fosse menos popular. Nas cinco edições seguintes, apenas mais uma reimpressão apareceu: o romance do próprio Gernsback, Ralph 124C 41+, na edição de inverno de 1929. Gernsback faliu no início de 1929 e perdeu o controlo de Amazing Stories e Amazing Stories Quarterly; o editor associado T. O'Conor Sloane então assumiu como editor. A revista começou a passar por dificuldades financeiras em 1932 e a programação tornou-se irregular; a última edição foi datada do outono de 1934.
Autores cujo trabalho apareceu em Amazing Stories Quarterly incluem Stanton A. Coblentz, Miles J. Breuer, A. Hyatt Verrill e Jack Williamson. As opiniões críticas divergem sobre a qualidade da ficção que Gernsback e Sloane imprimiram: Brian Stableford considera vários dos romances importantes como ficção científica inicial, mas Everett Bleiler comenta que poucas das histórias eram de qualidade aceitável. Milton Wolf e Mike Ashley são mais positivos na sua avaliação; eles consideram a obra de Sloane publicada no início dos anos 1930 uma das melhores do novo género.

## Histórico de publicação
| 1928 | 1/1 | 1/2 | 1/3 | 1/4   |       |
| 1929 | 2/1 | 2/2 | 2/3 | 2/4   |       |
| 1930 | 3/1 | 3/2 | 3/3 | 3/4   |       |
| 1931 |     | 4/1 | 4/2 | 4/3   | 4/4   |
| 1932 | 5/1 | 5/2 | 5/2 | 5/3   | 5/3   |
| 1933 |     | 6/4 | 6/4 |       | 01/07 |
| 1934 |     |     |     | 02/07 |       |
| Edições de Amazing Stories Quarterly de 1928 a 1934, mostrando os números das edições e editores indicados: Gernsback (azul, primeiras seis edições) e Sloane (amarelo, dezesseis edições restantes). Observe que o aparente erro na numeração que começa em 1933 é de facto mostrado corretamente. |     |     |     |       |       |

Embora a ficção científica tenha sido publicada antes da década de 1920, ela não começou a fundir-se num género comercializado separadamente até ao surgimento em 1926 de Amazing Stories, uma revista americana publicada por Hugo Gernsback. A nova revista foi um sucesso e, em 1927, Gernsback lançou uma Amazing Stories Annual de tamanho duplo, que também vendeu bem. Esses sucessos convenceram-no a começar uma revista associada à Amazing Stories, intitulada Amazing Stories Quarterly. A primeira edição, datada do inverno de 1928, apareceu nas bancas a 5 de Janeiro daquele ano.
Gernsback faliu no início de 1929 e perdeu o controlo de Amazing Stories e Amazing Stories Quarterly. Após um curto período de liquidação, as revistas foram adquiridas por Bergan Mackinnon, que as vendeu para a Teck Publications de Bernarr Macfadden. T. O'Conor Sloane, que havia trabalhado em ambas as revistas para Gernsback, assumiu o cargo de editor. Em 1932, a revista, que provavelmente nunca foi muito lucrativa, começou a sofrer com problemas financeiros e a programação trimestral tornou-se irregular após a edição do inverno de 1932. As duas últimas edições foram completamente preenchidas com reimpressões de edições anteriores e de Amazing Stories. A última edição foi datada do outono de 1934, embora a decisão de descontinuar a revista só tenha sido tomada algum tempo depois, pois um comentário editorial na edição de Maio de 1935 da Amazing Stories mencionou que outras edições ainda poderiam aparecer.

## Conteúdo

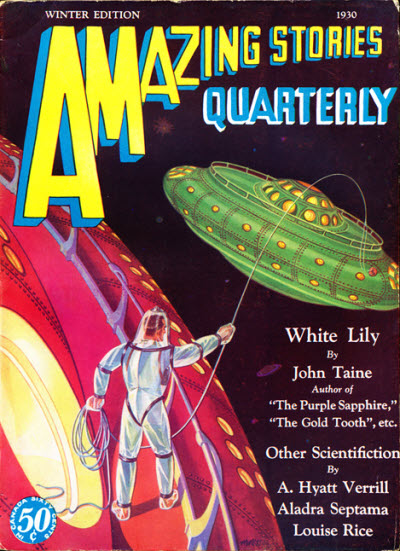
A edição de inverno de 1930 da Amazing Stories Quarterly. A arte da capa é de Wesso

A primeira edição de Amazing Stories Quarterly continha uma reimpressão do romance de H. G. Wells, When the Sleeper Wakes, embora por alguma razão Wells não tenha fornecido a Gernsback o texto revisto publicado em 1910 sob o título The Sleeper Awakes; o texto impresso era o da edição original de 1899. O outro material da edição era original, e as edições seguintes incluíam material de Edmond Hamilton, Stanton A. Coblentz, RF Starzl, David H. Keller, SP Meek, J. Schlossel e Clare Winger Harris, uma das primeiras escritoras mulheres de ficção científica. Embora as reações dos leitores ao romance de Wells tenham sido negativas, eles aprovaram a política de Gernsback de publicar um romance a cada edição. A única outra reimpressão nos primeiros dias da revista foi o romance do próprio Gernsback, Ralph 124C 41+, que apareceu na edição de inverno de 1929. O romance, ambientado no ano de 2660, era pouco mais que uma série de previsões sobre o futuro unidas por um enredo menor. Gernsback incluiu uma seção de cartas e iniciou um concurso para os melhores editoriais enviados pelos leitores; o primeiro prémio foi concedido a Jack Williamson, que mais tarde se tornaria um escritor de ficção científica de sucesso, mas na época estava apenas a começar a sua carreira. Gernsback também iniciou outros departamentos para envolver os leitores, incluindo resenhas de livros, questionários científicos e notícias científicas. A última edição sob o controlo de Gernsback datava da primavera de 1929; sob a direcção de Sloane, a maioria desses departamentos de não ficção cessou.
De acordo com Milton Wolf e Mike Ashley, historiadores de ficção científica, nos dois anos seguintes Sloane publicou algumas das melhores ficções cientificas dos primeiros anos do campo em Amazing Stories Quarterly. Wolf e Ashley citam "Paradox", de Charles Cloukey, uma história antiga de viagem no tempo; The Bridge of Light, de A. Hyatt Verrill, romance sobre uma civilização perdida na América do Sul; The Birth of a New Republic, de Miles J. Breuer e Jack Williamson, em que um homem do século XXIV relembra uma revolta dos habitantes da Lua contra a Terra; "Paraíso e Ferro", de Breuer; e White Lily, de Eric Temple Bell, sob o pseudónimo de John Taine, sobre uma forma de vida cristalina que põe em perigo o planeta. Depois de 1931, de acordo com Wolf e Ashley, a ficção em Amazing Stories Quarterly tornou-se menos divertida. Everett Bleiler, autor de uma análise detalhada dos primeiros dez anos das revistas de ficção científica, é menos elogioso. Ele descreve as óperas espaciais de John W. Campbell Jr., que apareceram de 1930 a 1932, como "túrgidas" e comentando que apenas cerca de uma dúzia de histórias em toda a tiragem da revista "poderiam ser consideradas dignas de leitura se alguém se pudesse colocar de volta na década de 1930, aceitando os padrões da época". Bleiler menciona três autores, Coblentz, Taine e Breuer, como tendo produzido material notavelmente original, mas acrescenta que o seu trabalho "não era forte o suficiente para a ficção convencional" e tinha "muito pouca acção e muita sofisticação para pulp". Bleiler, entretanto, concorda com Wolf e Ashley que a qualidade da revista diminuiu com o tempo. Brian Stableford, na Science Fiction Encyclopedia, também destaca Coblentz, Taine e Breuer, juntamente com Williamson e Verrill, entre os colaboradores da revista; Stableford considera a suas contribuições como "os mais importantes romances de ficção científica iniciais".

## Detalhes bibliográficos
Amazing Stories Quarterly foi publicado pela Gernsback's Experimenter Publishing até à primavera de 1929. Uma única emissão apareceu de Irving Trust, o administrador da falência de Gernsback; depois quatro edições, do outono de 1929 ao verão de 1930, novamente sob o selo da Experimenter Publishing, e depois mais quatro da Radio-Science Publications. As últimas dez edições, do outono de 1931 ao outono de 1934, foram publicadas pela Teck Publishing, de Washington e Dunellen. A revista era totalmente em formato pulp grande e tinha 144 páginas, excepto as duas últimas edições, que tinham 128 páginas. Custava 50 centavos. As primeiras seis edições foram editadas por Gernsback; da edição do verão de 1929 em diante, o editor era Sloane. Houve uma reimpressão canadiana da edição final, no outono de 1934.
Outras 27 edições de Amazing Stories Quarterly apareceram a partir de Ziff-Davis de 1940 a 1943, e também de 1949 a 1951, mas não eram revistas originais.